# Lago Vodlozero
Il lago Vodlozero (in russo Водлозеро?, in finnico: Vodlajärvi) è un ampio lago d'acqua dolce sito nella Repubblica di Carelia, nella Russia nordoccidentale. È lungo 36 km e largo 16 km, con un'area di 322 km² e una profondità massima di 16 metri. Ospita nelle proprie acque circa 190 piccole isole. Ha come emissario il fiume Vodla e come principale immissario il fiume Ileksa.